# Quarnstedt
Quarnstedt er en by og kommune i det nordlige Tyskland, beliggende i Amt Kellinghusen i den nordøstlige del af Kreis Steinburg. Kreis Steinburg ligger i den sydvestlige del af delstaten Slesvig-Holsten.

## Geografi
Quarnstedt ligger omkring 5 km øst for Kellinghusen. Mühlenbek løber gennem kommunen. Mod syd går Bundesstraße B206 fra Itzehoe mod Bad Bramstedt, mod vest jernbanen mellem Hamborg-Altona og Kiel.